# Kommunreform
Med kommunreform avses riksomfattande ändringar av den kommunala indelningen av ett land (jämför inkorporering) eller genomgripande förändringar i kommunernas befogenheter, status eller dylikt.[källa behövs]
I både Sverige, Tyskland, Danmark, Storbritannien och Belgien har stora kommunreformer genomförts, särskilt under 1960- och 1970-talen. För Sveriges del blev kommunreformernas slutresultat att de gamla landskommunerna, köpingarna, städerna och municipalsamhällena ersattes av en enhetlig form av primärkommuner.
Före kommunreformen räknades hela Kiruna kommun som stad, varigenom Kiruna räknades som världens största stad. Idag har dock platsen övertagits av Mount Isa, Queensland, Australien. 
I Finland genomfördes kommunreformer 1865, 1873, 1917, 1932, 1949, 1970, 1977 och 1995. Se Finlands kommuner#Historik.
I Danmark reducerades antalet kommuner år 2007 från 271 till 98. 
I Norge pågår arbetet med en omfattande kommunreform, som skall minska antalet kommuner från 428 (2014) till omkring 100. 
I Estland genomfördes under hösten 2017 en kommunreform som minskade antalet kommuner från 213 till 79.